# Enrico Decleva
Enrico Paolo Guido Decleva (Milano, 18 aprile 1941 – Milano, 19 marzo 2020) è stato uno storico italiano. Fu rettore dell'Università degli Studi di Milano dal 2001 al 2012.

## Biografia
Laureato in Lettere all'Università degli Studi di Milano, ottenne l'incarico di professore di Storia moderna della stessa università nel 1974; nel 1976 diventò professore straordinario, e in seguito ordinario, di Storia contemporanea. Rettore dell'Università degli Studi di Milano dal 2001, in precedenza era stato preside della Facoltà di Lettere e Filosofia (dal 1986 al 1997) e Prorettore vicario di Paolo Mantegazza (dal 1997 al 2001).
Presidente dal 2001 del Comitato regionale universitario lombardo, Decleva fu dal 2004 vicepresidente della CRUI, la conferenza dei rettori, e membro del Consiglio della Fondazione Internazionale Balzan "Premio", della quale divenne, dal novembre 2013, presidente. Fu anche direttore responsabile del periodico Archivio Storico Lombardo e fece parte del consiglio di amministrazione della «Fondazione Arnoldo e Alberto Mondadori». Dal 2008 al 2011 era stato presidente della CRUI.
Decleva è morto nella sua Milano il 19 marzo 2020 dopo una lunga malattia. Il corpo è stato cremato e le ceneri sono state poste in una celletta dell'Ossario centrale del Cimitero Monumentale.

## Opere
- Da Adua a Sarajevo. La politica estera italiana e la Francia 1896-1914, Bari, Laterza, 1971.
- L'Italia e la politica internazionale dal 1870 al 1914. L'ultima fra le grandi potenze, Milano, Mursia, 1974.
- L'Italia industriale nel 1881. Conferenze sulla Esposizione Nazionale di Milano, Milano, Banca del Monte di Milano, 1984.
- Etica del lavoro, socialismo, cultura popolare. Augusto Osimo e la Società Umanitaria, Milano, FrancoAngeli, 1985.
- L'incerto alleato. Ricerche sugli orientamenti internazionali dell'Italia unita, Milano, Franco Angeli, 1987; Milano, Mondadori, 1993 (Premio Acqui Storia 1994).
- Arnoldo Mondadori, Torino, UTET, 1993-2007, ISBN 88-02-04763-4; Garzanti, 1998; Mondadori, 2007.
- Una facoltà filosofico-letteraria nella città industriale. Alla ricerca di un'identità (1861-1881), in Milano e l'Accademia scientifico-letteraria, Milano-Bologna 2001.
- Ulrico Hoepli a Milano: l'attività libraria ed editoriale (1870-1935), in Ulrico Hoepli, 1847-1935, editore e libraio, Milano, Hoepli, 2001.
- Milano città universitaria: Progetti e protagonisti dall'Unità d'Italia alla fondazione dell'Università degli Studi, ISBN carta: 9788858149683, Laterza, 2022.